# David Mediano
David Mediano Montesinos (Guadalajara, 8 de abril de 1981) es un baloncestista profesional de nacionalidad española.
Con 1,87 metros de estatura ocupa la posición de base. Inició su carrera en clubes de categoría EBA como el CB Guadalajara o el Óbila Club de Basket hasta que en 2007 fichó por el Caja Rioja de la Adecco LEB Plata, competición de la que se convirtió en uno de los bases más destacados.
A finales de julio de 2010 se confirmó su fichaje por el Cáceres 2016 Basket de LEB Oro, club al que ayudó a alcanzar los play-off de ascenso a la liga ACB y con el que participó en 38 encuentros con unas medias de 3,8 puntos, 1,6 rebotes.
Tras un año en tierras extremeñas, en agosto de 2011, el recién ascendido a la LEB Oro, CB Clavijo anunció la vuelta al club del jugador de cara a la temporada 2011/12.

## Trayectoria deportiva
- 1999/00. CB Guadalajara. EBA
- 2000/01: Universidad de Alcalá. EBA
- 2001/02: Baloncesto Alcalá. EBA
- 2002/03: CB Guadalajara. LEB-2
- 2003/04: Puerto Arrecife. Primera Nacional
- 2004/07: Óbila Club de Basket. EBA
- 2007/10: Caja Rioja. Adecco LEB Plata
- 2010/11: Cáceres Ciudad del Baloncesto. Adecco LEB Oro
- 2011/: Club Baloncesto Clavijo. Adecco LEB Oro